# アイリス・オブシンスキー
アイリス M. オブシンスキー (Iris M. Ovshinsky, 1927年07月13日 – 2006年08月16日) は、アメリカの実業家、科学者であり、夫のスタンフォード R. オブシンスキーとともにエナジー・コンバージョン・デバイセズの共同創設者であり、1960年の設立から亡くなるまで副社長を務めた。
アイリス・L・ミロイとしてニューヨーク市に生まれた彼女は、1947年にスワースモア大学で動物学の学士号、1950年にミシガン大学で生物学の修士号、1960年にボストン大学で生化学の博士号を取得した。
彼女は最初にアンドリュー・ディブナーと結婚し、息子スティーブンと娘ロビンをもうけた。1959年にディブナーと離婚した後、彼女は1962年にオブシンスキーと結婚した。この結婚により、彼女にはベン、ハーベイ、デールという3人の義理の息子が生まれた。オブシンスキー氏は多作の発明家であり、ニッケル水素電池や、フレキシブルソーラーパネルから書き換え可能なCDやDVDに至るまで、さまざまな製品に使用されるアモルファス材料を発明したことで知られている。スタンは、妻がキャリアを通じて彼女の貢献を軽視してきたことに同意せず、妻は何をするにもパートナーであり、「私の科学活動における同僚であり協力者だ。彼女はあまりにも謙虚すぎる」と語った。
オブシンスキーは『誰が電気自動車を殺したか?』に少しだけ登場する。このドキュメンタリー映画は、米国におけるバッテリー式電気自動車、特に1990年代のゼネラルモーターズ EV1の誕生、限定的な商品化、その後の破壊を調査したものである。
オブシンスキーは 2006年08月16日、ミシガン州オークランド郡ブルームフィールド・タウンシップの自宅近くで泳いでいた際に心筋梗塞を起こし、79歳で死去した。